# Thorvald Löfkvist
Karl Gunnar Thorvald Löfkvist, född 15 augusti 1927 i Älmhult, Kronobergs län, död 27 januari 2022 i Lund, var en svensk docent och överläkare vid öron-näsa-hals kliniken vid Universitetssjukhuset i Lund.
Löfkvist var son till kantor Gunnar Löfkvist och Ester Lindskog. Han blev medicine licentiat 1954 och medicine doktor 1966. Löfkvist var hedersledamot i Läkaresällskapet i Lund och ledamot av Kungliga Fysiografiska Sällskapet.